# Маймескул Микола Іванович
Микола Іванович Маймескул (18 грудня 1948) — український дипломат. Надзвичайний і Повноважний Посол України. Постійний Представник України в ЄЕК ООН та інших міжнародних організаціях у Женеві.

## Життєпис
Народився 18 грудня 1948 року у селі Приморське Татарбунарського району на Одещині. У 1972 закінчив Київський державний університет ім. Т.Шевченка, перекладач. Кандидат історичних наук (1988). Володіє іноземними мовами: російською, англійською, французькою.
З 1972 по 1974 — інженер з технічної інформації ВО «Союзенергоавтоматика».
З 1974 по 1977 — перекладач Посольства СРСР у Центрально-Африканській Республіці, Посольства СРСР у Республіці Чад.
З 1977 по 1981 — методист, аспірант факультету міжнародних відносин Київського університету ім. Т.Шевченка.
З 1981 по 1986 — 3-й секретар консульського відділу, 3-й, 1-й секретар відділу міжнародних економічних організацій МЗС України.
З 1986 по 1992 — 2-й секретар, 1-й секретар Постійного представництва України при Відділенні ООН та інших міжнародних організацій у Женеві.
З 1992 по 1993 — начальник відділу міжнародного економічного співробітництва.
З 1993 по 1996 — начальник Управління міжнародного економічного і науково-технічного співробітництва МЗС України.
З 01.07.1996 по 17.10.2000 — Постійний Представник України при Відділенні ООН та інших міжнародних організаціях у Женеві.
З 1996 по 1998 — Голова Конференції з роззброєння, голова Женевського дипломатичного комітету, віце-голова Європейської економічної комісії ООН.
З 01.2001 — директор Департаменту європейської інтеграції, економічного та гуманітарного співробітництва, Посол з особливих доручень МЗС України.
З 02.2002 — директор Департаменту консульської служби МЗС України.
З 03.2004 по 2006 — Надзвичайний та повноважний Посол України у Канаді, Представник України при Міжнародній організації цивільної авіації (ІКАО).
З 15.02.2006 — заступник Міністра закордонних справ України.
З 21.11.2007 по 2013 — Постійний Представник України в ЄЕК ООН та інших міжнародних організаціях у Женеві.
Дипломатичний ранг: Надзвичайний і Повноважний Посол України.